# 아리야스 모모카
아리야스 모모카(有安杏果, 1995년 3월 15일 ~ )는 일본의 여성 아이돌 그룹 전 모모이로 클로버 Z의 멤버.

## 약력
1995년
- 0살 때, 캐럿에 소속해 아기의 잡지 모델 등, 예능 활동을 시작한다.

2004년
- 후지TV 「폰킥키즈 21」에 「시스타라빗트」로서 참가. 동시기에 EXPG에 들어간 EXILE의 키즈 댄서등을 맡았다.

2009년
- 2월 1일, 스타더스트 프로모션에 이적. 아이돌 그룹「Power Age」가입. 동년 5월 31일에 해산했다.
- 7월 26일, 스타더스트 프로모션의 3-B Jr 멤버에 의한 아이돌 유닛「모모이로 클로버」에 가입했다.

2018년
- 1월 15일, 이 달 21일 라이브를 마지막으로 그룹을 졸업하는 것을 발표[1]. 아울러 소속사 계약도 종료되게 되었다.그 이유를 본인은 블로그에서 다음과 같이 발표했다.
- 1월 21일, 본인 마지막 라이브인「모모이로 클로버 Z 2018 OPENING ~새로운 하늘에~」에 인해 모모이로 클로버 Z를 졸업.

2019년
- 1월 15일, 활동 재개.

## 인물
취미는 노래, 댄스. 특기는 댄스.부모님이 칸사이 출신으로, 칸사이 사투리를 이야기할 수 있다. 또한 본인도 태생은 칸사이이다.
모모이로 클로버 Z내에서의 멤버 칼라는 초록. 조금 시시한 캐릭터 담당. 주위로부터 이야기가 길다고 말해지는 것 같다. 니혼 TV 계열로 방송 샤베쿠리 007에서는, 너무나 길어서 다른 출연자는, 이야기를 듣지 않고 변안을 피로했다.
블로그에서는 "있습니다"를, 자신의 성과 걸쳐「아」라고 표기한다.

## 출연

### CM
- 져스트 시스템 하나코 9
- 토미 테레타피즈 봉제인형
- P&G 표백제 에이스
- 이토오 요카도 여름의 바겐 세일
- 마스터 푸즈 카르칸데리카스타이르카르칸탄
- 미트칸 주먹밥산
- 세가토이즈 노래해 춤추자 호빵맨
- 일본 맥도날드 해피세트
  - 「파비의 숲」
  - 「맥 로보트 2」
  - 「해피의 고리 퍼진다!」
  - 「라이온 킹」
- 코바야시제약 열기시트
- 파나소닉 3 CCD 데지캄
- 쟈스코(현 : 이온) 연말선물
- 이온
  - 2002 이온 페스티벌·유카타
  - 신학기 준비 페어
  - DVD TV
- 시세이도 슈퍼 마일드 샴푸
- 에스비식품 「녹는 스튜」 「녹는 카레」
- 닌텐도 포케모션
- 왕자 네피아 NEW 드레미판트
- 델 프라도「즐김 초등학교 영어」
- 환미가게 포켓몬 「뿌려＆카레」
- 하우스식품 프라임 카레
- 다이와 하우스
- 토호가스

### TV 프로
- 프렌치 포테이토 컵(요미우리 TV) - 주연(무로이 시게루)의 딸 역
- 론브용 (니혼TV)
- 토요일 특집 드라마 지상의 사랑 ~사랑은 바다를 넘어~ (2001년, NHK) - 유리(주연 : 미나미 카호 · 토요카와 에츠시의 아가씨) 역
- 산토리 미스터리 대상 스페셜 시의 물가(2001년, TV 아사히) - 아카네자와 히로미 (소녀시대) 역
- 월요일 미스터리 극장 펫트싯타 사와구치 하나코의 사건부 (2001년, TBS) - 에리 역
- 화요일 서스펜스 극장 아버지 (2001년, 니혼TV) - 코구레 메구미(주연 : 후지타 마코토의 손) 역
- SMAP×SMAP 특별편 사란헤요 사랑의 극장의 사랑의 노래 「켄보하세요~행복해져∼」(2002년, 후지TV) - 쿠사나기 츠요시의 딸 역
- 초과해 형사 정열계 제359화 (2002년, TV 아사히)
- 폰킥키즈 21 (2004년 ~ 2005년, 후지TV) - 시스타라빗트 모모카
- 김전일 소년 사건부 SP (2005년, 니혼TV)
- 금요일 엔터테인먼트 사모님은 경시총감 (2006년, 후지TV)
- 드라마 30 이 최근 저작물 ~리턴키즈~ (2006년, TBS) - 츠지야시 유카 역

### 텔레비전 애니메이션
- 요스가노소라 (2010년, AT-X) - 여학생 역

### 영화
- 은의 엔젤 (2004년) - 고바야시 카오리 역

### PV
- 하야시 아스카「소선물」(2003년)
- SMAP「친구에게 ~Say What You Will~」(2005년)
- EXILE「Choo TRAIN」(2008년)
- EXILE「은하철도 999」(2008년)

### 그 외
- V시네마 기시와다 소년 우연대 GoingMyWay (2003년)
- 라운드 원「스플래쉬」(DVD) (2004년)

## 작품

### 착신 싱글
- サクラトーン (2020년 3월 4일)
- 虹む涙 (2020년 3월 4일)
- Runaway (2020년 7월 22일)
- ナツオモイ (2020년 8월 12일)

### 앨범
- ココロノオト (2017년 10월 11일)